# Nicolas Thomas de Sorlus-Crause
Pour les articles homonymes, voir Sorlus.
Nicolas Thomas de Sorlus-Crause, né le 14 février 1734 à Bordeaux et mort le 4 janvier 1813 à Cézac (Gironde), est un général de brigade de la Révolution française.

## États de service
Il entre en service le 15 février 1756, comme lieutenant au bataillon de garnison de Libourne, et le 30 avril 1759, il devient capitaine garde-côtes de la compagnie détachée de Saint-Gervais. Le 1er octobre 1763, il est nommé lieutenant au régiment des recrues de Bordeaux et il est réformé avec ce corps le 31 décembre 1766.
Le 1er mars 1779, il reprend du service comme capitaine de la compagnie des canonniers d’Andernos, et le 22 novembre 1782, il passe commandant de la compagnie des canonniers de Saint-André-de-Cubzac, avant d’être élu lieutenant-colonel en second du 2e bataillon de volontaires de la Gironde le 27 septembre 1791.
Le 20 juillet 1793, il est nommé lieutenant-colonel en premier de son bataillon et il est promu général de brigade provisoire le 16 octobre 1793, sur le champ de bataille de Wattignies. Il est suspendu le 21 juillet 1794 et autorisé à prendre sa retraite le 15 novembre 1794.
Admis à la retraite le 9 février 1796, il meurt le 4 janvier 1813 à Cézac.

## Sources
- (en) « Generals Who Served in the French Army during the Period 1789 - 1814: Eberle to Exelmans ».
- Étienne Charavay, Correspondance générale de Carnot, t. III, Imprimerie nationale, 1897, p. 310.
- Arthur Chuquet, Feuilles d'histoire du XVIIe au XXe siècle, vol. 8, Librairie R. Roger et F. Chernoviz, 1912, p. 362.